# Sobresalto potenciado por el miedo
El Sobresalto potenciado por el miedo (SPM) o (FPS por sus siglas en inglés) es una reacción fisiológica reflejo hacia un estímulo presente, y es un indicador de la reacción del miedo en un organismo. Las respuestas SPM pueden ser provocadas en frente de cualquier estímulo amenazador (por ejemplo, un objeto, persona o situación que provoque en alguien la sensación de miedo), pero también pueden ser provocadas por un estímulo neutral como resultado del condicionamiento del miedo, un proceso que ocurre cuando un estímulo benigno provoca miedo y ansiedad al ser emparejado con un evento traumático o que provoque miedo. El estímulo en cuestión es por lo general de naturaleza auditiva (por ejemplo, un sonido fuerte), o visual (por ejemplo, una araña) y la medición de la respuesta de sobresalto incluye las velocidades de parpadeo, y pulso/frecuencia cardiaca. Esto puede sin incontrolable y sucede con frecuencia llegando hacer sentir temblor en el cuerpo y debilidad El impacto negativo de mayor SPM frente a un estímulo neutral puede ser tratado farmacológicamente, utilizando medicamentos fisicotrópicos que son comúnmente utilizados para reducir la ansiedad en humanos. Literatura reciente, por otra parte, ha implicado el incremento de la respuesta de SPM como una relación con el trastorno por estrés postraumático y con otros trastornos de ansiedad.

## Neurobiología del SPM
La estructura cerebral central por la cual las respuestas asociadas al miedo son reguladas ha sido determinada, siendo esta la amígdala, la cual está localizada en el lóbulo temporal del cerebro. Cuando el núcleo central de la amígdala es estimulado, lo que comúnmente se conoce como "reacción de lucha o huida", el organismo en cuestión reacciona pasivamente (se rinde, congelándose al andar, su atención se vuelve hiper-vigilante, etcétera), o presenta una reacción psicológica orientada hacia facilitar una reacción agresiva (por ejemplo, aumenta la frecuencia cardiaca/pulso y la respiración se vuelve rápida). Esta reacción de miedo inducida resulta de la comunicación entre la amígdala y una variedad de otras regiones cerebrales (como el tronco del encéfalo y el hipotálamo), desencadenando una serie de respuestas psicológicas en el organismo. Por ejemplo, la comunicación entre la amígdala activada y los resultados del hipotálamo lateral en presión sanguínea elevada y la dilatación de las pupilas; la iniciación de la vía de comunicación de la sustancia gris central de los resultados de la amígdala en el organismo, haciendo que se congele el movimiento; y la comunicación entre la amígdala activada y el núcleo para-ventricular del hipotálamo, que libera hormonas asociadas con el estrés.
La literatura ha relacionado la respuesta del SPM con la interacción entre el núcleo central de la amígdala, la sustancia gris central y el núcleo caudalis pontis reticular. Una anomalía (por ejemplo, un traumatismo craneoencefálico) en estas áreas del cerebro inhibía cualquier visualización de la respuesta del SPM en humanos. Además, una distinción ha sido hecha con respecto a la actividad neural de la respuesta reflejo del SPM, y que ocurre frente a la exposición a un estímulo inductor de miedo a lo largo de un periodo grande de tiempo, como el abuso o el combate o hacia un lugar o situación. La literatura sugiere que, en esas situaciones, el SPM es provocado por la activación de la cama del núcleo de las terminales de las estrías. Un daño a esta región del cerebro inhibe la respuesta del SPM frente a lo longitudinalmente condicionado o a una situación/lugar relacionado con un estímulo amenazante, según un experimento en ratas. La extinción de la mayor respuesta del SPM hacia un estímulo previo condicionado para ser amenazante ha sido relacionado con la actividad en la corteza prefrontal media.

## Medición de la respuesta de sobresalto y la utilización de la información del SPM
La respuesta fisiológica medida más común para medir la respuesta del SPM en humanos es por medio del parpadeo, o el efecto reflejo de parpadear. Actualmente, los medios ampliamente aceptados y usados con el cual medir el reflejo del parpadeo es con el uso de una tecnología llamada grabadora electromiográfica (EMG). La EMG proporciona la información de la velocidad de parpadeo al medir y almacenar la información de la actividad de los músculos del párpado con el uso de dos electrodos. Para obtener una lectura óptima, la piel de la persona debe de ser limpiada, secada, y cubierta con una delgada capa de gel de electrodos en sólo los puntos en donde va a ser tomada la medición; un electrodo es colocado en el centro de la frente arriba de la nariz, y los dos electrodos de almacenamiento son puestos directamente debajo de los ojos, aproximadamente a dos centímetros de distancia. El participante tiene que estar viendo hacia el frente mientras se reúne la información. Si los ruidos son utilizados como catalizadores de la respuesta del SPM en un estudio (sobresalto acústico), el volumen debe de ser controlado y reportado, dado que los sonidos alrededor de 50/60 Hz pueden comprometer la precisión de las mediciones tomadas con la EMG.
La medición específica de la respuesta del SPM en estudios de miedo es altamente práctica, ya que las mediciones experimentales y teóricas de la respuesta de sobresalto de una persona pueden ser divididas, y la variación en el sobresalto, en cambio, puede ser atribuida al miedo (o falta del mismo, en el caso de que la extinción del miedo es la variable de interés), permitiendo que las correlaciones ilusorias (otras variables que también pueden causar un efecto en la variable de interés) sean descartadas. Hay varias condiciones experimentales que pueden ser utilizadas para estudiar la respuesta del SPM. La respuesta del SPM de parpadeo es comúnmente medida al presentar participantes con estímulos que evoquen emociones agradables o desagradables (también neutral), aunada con el ruido alto o una luz brillante intermitente. El estímulo presentado puede ser reemplazado haciendo que los participantes imaginen estímulos evocadores a emociones de naturaleza agradable, desagradable y neutral. La respuesta del SPM es por lo general más exagerada en respuesta del estímulo emocionalmente desagradable, seguido de uno agradable y después el estímulo neutral, en miembros de la población en general.
Además, la respuesta del SPM en lo concerniente a la investigación de miedo condicionado (y extinción de una aversión condicionada a un estímulo neutral previo) es también comúnmente estudiada; esos estudios van a presentar pruebas de sobresaltos de ruido y luz con un estímulo desagradable para condicionar el que el SPM ocurra en presencia del estímulo. Mediciones de la respuesta del SPM como resultado al estímulo condicionado y el estímulo neutral (en pruebas en ausencia de luz y sonido) después son tomadas, con las diferentes mediciones en el tamaño del sobresalto, el cual es la variable de interés, debido a que esta diferencia indica una alteración de la respuesta del SPM normal y condicionada. La información resultante de esos estudios puede ser usada para examinar ambas respuestas del SPM en luz del miedo condicionado, y la habilidad de una individuo para romper las reacciones condicionadas por medio (extinción).

## SPM y trastorno por estrés postraumático
Una mayor (o una anormalmente hiperactiva) respuesta de sobresalto frente el comienzo del estímulo/ajustes es comúnmente visto en individuos que sufren de trastorno por estrés postraumático (TEPT), caracterizado por una mala adaptabilidad y reacciones psicológicas a estímulos que pueden estar asociados con una experiencia previa de trauma. Por ejemplo, los veteranos de combate normalmente experimentan problemas psicológicos y fisiológicos
como pánico, ansiedad, y "flashbacks" hacia una experiencia traumante que dispara la patología del TEPT como reacción a ruidos fuertes, un estímulo que puede recordarles a los gritos, disparos, truenos, tornados, bombas o a la explosión de granadas. 
Los individuos con TEPT se ha demostrado que tienen una respuesta incrementada del SPM, y la información también sugiere que esta respuesta es considerablemente exagerada cuando estos individuos experimentan estrés. La gente diagnosticada con TEPT presenta una respuesta de SPM similar a estímulos amenazantes y neutrales, indicando que (a diferencia de los que no sufren de trastorno de estrés postraumático) estos individuos tienen la dificultad de distinguir un estímulo como una amenaza o como benigno. Adicionalmente, la información presenta una reducción significativa de la habilidad para la extinción de la respuesta por miedo condicionado en los veteranos de combate con TEPT severo-crónico. La reducción en la habilidad para la extinción de miedo en periodos largos de tiempo en veteranos de combate, como resultado de la patología asociada con TEPT, también ha sido acertada.
La respuesta del SPM mayor ha sido también implicada en los siguientes desórdenes, de acuerdo con la actual clasificación DSM-IV-TR de desórdenes de ansiedad: fobia (social y específica) y trastorno obsesivo-compulsivo. Por el contrario, los trastornos del estado de ánimo como la depresión se ha mostrado que provocan una respuesta de SPM más débil en los individuos diagnosticados.

## Opciones de tratamiento
Dado que las respuestas de SPM exageradas pueden derivar con la patología asociada con TEPT y otros desórdenes de la clasificación de trastornos de ansiedad, disminuyendo la respuesta de sobresalto en humanos puede ser benéfico en el tratamiento de estos desórdenes psicológicos. Muchas formas de medicación que actúan en diferentes neurotransmisores (por ejemplo, GABA, dopamina) en el cerebro se ha demostrado que causan una disminución en la respuesta de sobresalto; las medicinas que son efectivas en el tratamiento de miedo condicionado son aquellas que por lo general se utilizan en el tratamiento de la ansiedad.